# Lilium hansonii
Lilium hansonii ist eine Art aus der Gattung der Lilien (Lilium) in der Sektion Martagon. Die Art kommt nur in Südkorea vor.

## Beschreibung
Lilium hansonii ist eine ausdauernde, krautige Pflanze und erreicht eine Wuchshöhe von 90 bis 120 Zentimeter. Die Zwiebel ist groß und rund und besteht aus zahlreichen weißen Schuppen. Der Stängel ist fest und aufrecht, die Blätter stehen teilweise verstreut, teilweise in zwei bis vier Wirteln. Die Blätter sind ungestielt, 10 bis 20 Zentimeter lang und 1,5 bis 4,5 Zentimeter breit, die der Wirteln sind dabei schmaler, einzeln stehende breiter.

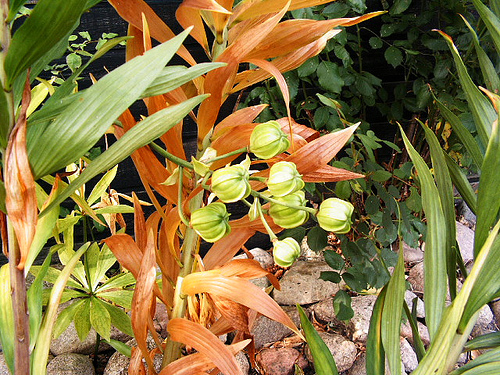
Lilium hansonii Kapselfrüchte

Blütezeit ist Mitte Mai bis Ende Juli. Der Blütenstand trägt zwei bis fünfzehn schwach abwärtsweisende, gelb-orange und dunkel gepunktete Blüten. Ihr Samen keimt verzögert-hypogäisch.
Die Chromosomenzahl beträgt 2n = 24.

## Verbreitung
Lilium hansonii ist endemisch auf der südkoreanischen Insel Ulleungdo. Dort kommt sie auf 300 bis 1000 Meter Höhenlage zwischen dichten Wäldern aus laubabwerfenden und immergrünen Bäumen auf vulkanischen Böden mit einem hohen Anteil an organischer Bodensubstanz vor.

## Taxonomie
Lilium hansonii wurde 1874 von John Gilbert Baker in Journal of the Linnean Society. Botany Band 14, Seite 245 erstbeschrieben. Baker übernahm den Namen von Maximilian Leichtlin.

## Nachweise
1. ↑  Edward A. McRae: Lilies. A Guide for Growers and Collectors. Timber Press, 1998, ISBN 0-88192-410-5, S. 177–178.
2. ↑   Tropicos.
3. ↑  J. H. Jeong, S. T. Kwon: Variations Of Morphological Characteristics Of Lilium hansonii Related With Protein And Isozyme Bands. In: Jong Suk Lee, Mark S. Roh: (Hrsg.): International Symposium on the Genus Lilium : Taejon, Korea August 28 - September 1, 1994. International Society for Horticultural Science, Wageningen 1996, ISBN 90-6605-977-X, S. 69–79.